# Castilfrío de la Sierra
Castilfrío de la Sierra és un municipi de la província de Sòria, a la comunitat autònoma de Castella i Lleó.

## Personatges
- Antonio Pérez de la Mata, filòsof
- Fernando Sánchez Dragó, resident habitual al municipi